# اریک پورتمن
اریک پورتمن (انگلیسی: Eric Portman; ۱۳ ژوئیهٔ ۱۹۰۱ – ۷ دسامبر ۱۹۶۹) بازیگر اهل بریتانیا بود.
از فیلم‌ها یا برنامه‌های تلویزیونی که وی در آن نقش داشته‌است می‌توان به یه داستان کانتربوری، رویداد بدفورد، فروید: عشق مخفی، نجواگران، مدار ۴۹ درجه، تله مرگبار، شاهزاده و گدا، هاید پارک کرنر، همراهان خوب، و علامت قابیل اشاره کرد.